# Paweł Ciećwierz
Paweł Ciećwierz (ur. 29 października 1978 na Śląsku) – polski pisarz fantasy i science fiction.

## Życiorys
Z wykształcenia literaturoznawca. Jest absolwentem filmoznawstwa i doktorem literaturoznawstwa Uniwersytetu Śląskiego.
Jego teksty kulturoznawcze ukazały się m.in. w czasopismach Dialog, Opcje i Kultura Popularna. Opowiadania fantastyczne publikował natomiast w magazynach: Science Fiction, Fantasy i Horror, Fenix Antologia oraz Arkadii, a także w antologii Bez bohatera (Fantasmagoricon, 2005). Ponadto jest stałym współpracownikiem czasopisma internetowego Creatio Fantastica.
Organizuje i prowadzi przeglądy kinematografii światowej. Pracuje także jako nauczyciel w IV LO im. Stanisława Staszica w Sosnowcu i I ZSO im. Mikołaja Kopernika w Katowicach.
W marcu 2020 zaczął prowadzić własny kanał na YouTube.

## Publikacje
- Nekrofikcje (superNowa, 2009)
- Synowie Kaina, córy Lilith... (Fantasmagoricon, 2009)
- Środkowy palec opatrzności (Solaris 2013)
- Blues o krwi i trawie (Literate 2019)